# Diócesis de Paterson
La diócesis de Paterson (en latín: Dioecesis Patersonensis y en inglés: Roman Catholic Diocese of Paterson) es una circunscripción eclesiástica de la Iglesia católica en Estados Unidos. Se trata de una diócesis latina, sufragánea de la arquidiócesis de Newark. Desde el 15 de abril de 2020 su obispo es Kevin James Sweeney.

## Territorio y organización

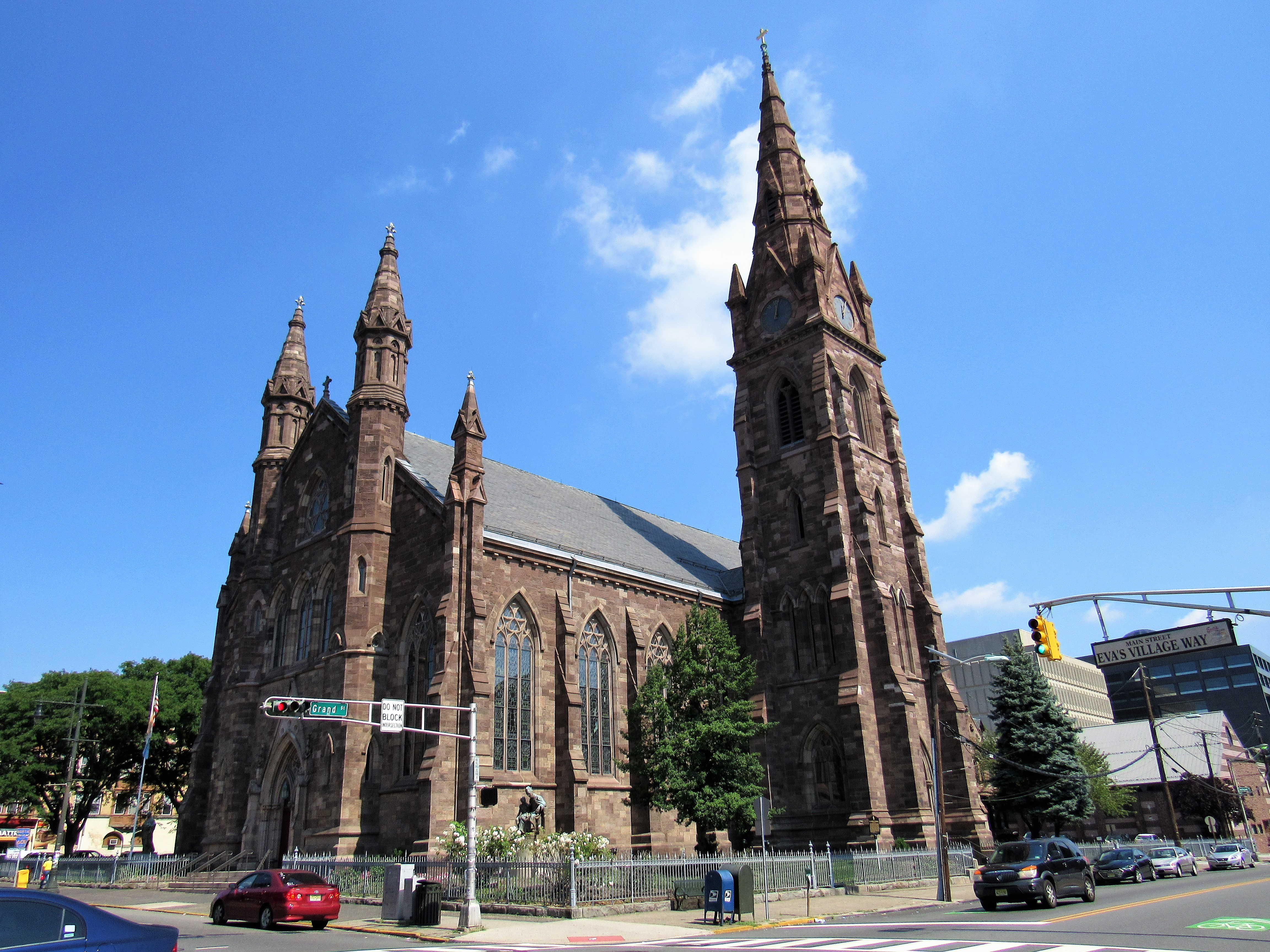
Catedral de San Juan Baptista en Paterson, Nueva Jersey

La diócesis tiene 3143 km² y extiende su jurisdicción sobre los fieles católicos de rito latino residentes en 3 condados del estado de Nueva Jersey: Morris, Passaic y Sussex.
La sede de la diócesis se encuentra en la ciudad de Paterson, en donde se halla la Catedral de San Juan Bautista.
En 2021 en la diócesis existían 108 parroquias.

## Historia
La diócesis fue erigida el 9 de diciembre de 1937 con la bula Recta cuiusvis del papa Pío XI, obteniendo el territorio de la diócesis de Newark (hoy arquidiócesis).
La diócesis se vio envuelta en el escándalo de pedofilia dentro de la Iglesia católica debido a denuncias de abuso infantil presuntamente perpetradas por el sacerdote Ronald Tully en la década de 1970. Ronald Tully, quien se declaró inocente, fue destituido de sus asignaciones en 2004. En 2012 la diócesis acordó pagar no menos de $1.9 millones de dólares a ocho de las presuntas víctimas de Tully.

## Estadísticas
Según el Anuario Pontificio 2022 la diócesis tenía a fines de 2021 un total de 437 400 fieles bautizados.
| Año                                                                             | Población            | Población | Población      | Sacerdotes | Sacerdotes    | Sacerdotes    | Bautizados por sacerdote | Diáconos permanentes | Religiosos | Religiosos | Parroquias |
| Año                                                                             | Bautizados católicos | Total     | % de católicos | Total      | Clero secular | Clero regular | Bautizados por sacerdote | Diáconos permanentes | Varones    | Mujeres    | Parroquias |
| ------------------------------------------------------------------------------- | -------------------- | --------- | -------------- | ---------- | ------------- | ------------- | ------------------------ | -------------------- | ---------- | ---------- | ---------- |
| 1950                                                                            | 157 219              | 492 761   | 31.9           | 275        | 132           | 143           | 571                      |                      | 401        | 996        | 75         |
| 1966                                                                            | 321 458              | 840 800   | 38.2           | 412        | 202           | 210           | 780                      |                      | 448        | 1455       | 110        |
| 1968                                                                            | 310 323              | 894 300   | 34.7           | 508        | 256           | 252           | 610                      |                      | 327        | 1170       | 100        |
| 1976                                                                            | 311 733              | 1 222 118 | 25.5           | 506        | 264           | 242           | 616                      | 27                   | 482        | 1148       | 102        |
| 1980                                                                            | 317 515              | 1 518 762 | 20.9           | 518        | 272           | 246           | 612                      | 69                   | 437        | 1061       | 105        |
| 1990                                                                            | 365 000              | 1 003 700 | 36.4           | 444        | 239           | 205           | 822                      | 91                   | 260        | 1053       | 111        |
| 1999                                                                            | 403 207              | 1 080 261 | 37.3           | 462        | 266           | 196           | 872                      | 150                  | 42         | 941        | 111        |
| 2000                                                                            | 406 289              | 1 088 663 | 37.3           | 423        | 225           | 198           | 960                      | 160                  | 252        | 947        | 111        |
| 2001                                                                            | 407 932              | 1 093 309 | 37.3           | 423        | 224           | 199           | 964                      | 159                  | 256        | 853        | 111        |
| 2002                                                                            | 411 578              | 1 103 427 | 37.3           | 430        | 248           | 182           | 957                      | 162                  | 236        | 829        | 111        |
| 2003                                                                            | 415 082              | 1 110 607 | 37.4           | 396        | 214           | 182           | 1048                     | 174                  | 219        | 823        | 111        |
| 2004                                                                            | 420 172              | 1 124 058 | 37.4           | 372        | 211           | 161           | 1129                     | 192                  | 199        | 816        | 111        |
| 2013                                                                            | 426 000              | 1 143 500 | 37.3           | 340        | 216           | 124           | 1252                     | 205                  | 178        | 677        | 111        |
| 2016                                                                            | 427 998              | 1 153 492 | 37.1           | 321        | 211           | 110           | 1333                     | 203                  | 148        | 611        | 109        |
| 2019                                                                            | 433 000              | 1 156 880 | 37.4           | 318        | 220           | 98            | 1361                     | 195                  | 147        | 591        | 108        |
| 2021                                                                            | 437 400              | 1 168 820 | 37.4           | 287        | 218           | 69            | 1524                     | 203                  | 105        | 564        | 108        |
| Fuente: Catholic-Hierarchy, que a su vez toma los datos del Anuario Pontificio. |                      |           |                |            |               |               |                          |                      |            |            |            |

## Episcopologio
- Thomas Henry McLaughlin † (16 de diciembre de 1937-17 de marzo de 1947 falleció)
- Thomas Aloysius Boland † (21 de junio de 1947-15 de noviembre de 1952 nombrado arzobispo de Newark)
- James Aloysius McNulty † (9 de abril de 1953-12 de febrero de 1963 nombrado obispo de Búfalo)
- James Johnston Navagh † (12 de febrero de 1963-2 de octubre de 1965 falleció)
- Lawrence Bernard Brennan Casey † (4 de marzo de 1966-13 de junio de 1977 renunció)
- Frank Joseph Rodimer † (5 de diciembre de 1977-1 de junio de 2004 retirado)
- Arthur Joseph Serratelli (1 de junio de 2004-15 de abril de 2020 retirado)
- Kevin James Sweeney, desde el 15 de abril de 2020